# Mindspray
Mindspray var oprindelig en trio, der bestod af Peter Laugesen vokal, Lars Vissing på trompet og Anders-Peter Andreasen (DJ Wunderbaum) på grammofon; Det er senere blevet til en kvartet, idet bassisten og komponisten August Engkilde er indtrådt som fuldgyldigt medlem af gruppen.
Mindspray udgav en singleplade i 1996 på Helicopter Records i 200 eksemplarer den blev hurtigt udsolgt, og er derfor et samlerobjekt.

## Diskografi
- Peter Laugesen & Mindspray; elektronisk musik m. lyrik; HR 4, 1996, 7"ep
- Peter Laugesen & Mindspray: HOWL ON!, ISBN 87-21-01801-4